# 4615 Ціннер
4615 Ціннер (4615 Zinner) — астероїд головного поясу, відкритий 13 вересня 1923 року.
Тіссеранів параметр щодо Юпітера — 3,350.